# Luca Canonici
Luca Canonici (Montevarchi, 22 settembre 1960) è un tenore italiano.

## Carriera
Dopo il debutto, avvenuto nel 1985 presso il Teatro dell'Opera di Roma con Rigoletto (Duca di Mantova), ha intrapreso una brillante carriera che lo ha condotto in alcuni fra i più prestigiosi teatri del mondo fra i quali Teatro alla Scala di Milano, Royal Opera House-Covent Garden di Londra, Staatsoper di Vienna, Teatro Comunale di Firenze, Opernhaus di Zurigo, Bayerische Staatsoper di Monaco, Teatro la Fenice di Venezia, Concertgebouw di Amsterdam, Accademia Nazionale di Santa Cecilia in Roma, Teatro Regio di Parma, Rossini Opera Festival di Pesaro, Teatro San Carlo di Napoli, Teatro Massimo di Palermo, collaborando con direttori d'orchestra come Bruno Bartoletti, Luciano Berio, Bruno Campanella, Riccardo Chailly, John Eliot Gardiner, Gustav Kuhn, Riccardo Muti, Daniel Oren, Evelino Pidò, Donato Renzetti, Nino Rota, Nino Sanzogno, Flavio Emilio Scogna, Georg Solti, Marcello Viotti e Alberto Zedda.
Nel 1986 è principe Nilskij ne Il giocatore di Sergei Prokofiev con Daniela Dessì, Elena Souliotis e Franco Calabrese al Comunale di Firenze.
Nel 1987 è Pisandro ne Il ritorno d'Ulisse in patria diretto da Bruno Bartoletti con James King (tenore) e Natale De Carolis a Firenze e Fernando ne Il furioso all'isola di San Domingo con Carlo Rizzi (direttore d'orchestra) e Luciana Serra al Teatro Municipale (Piacenza).
Nel 1989 è Tebaldo ne I Capuleti e i Montecchi diretto da Riccardo Muti con Paul Plishka, Nuccia Focile e Carlo Colombara nella trasferta della Scala al Teatro Bol'šoj di Mosca.
Nel 1990 è Ernesto in Don Pasquale con Barbara Hendricks, Gino Quilico ed Enzo Dara alla Fenice.
Nel 1992 è il protagonista in Fra Diavolo diretto da Bruno Campanella con Alessandro Corbelli e Sumi Jo alla Scala.
Nel 1994 è il conte Almaviva-Lindoro ne Il barbiere di Siviglia di Paisiello con Corbelli, Giorgio Surian e Bruno de Simone al Teatro Verdi (Firenze).
Nel 1996 alla Scala è Rinuccio nella prima di Gianni Schicchi con Leo Nucci e Lorenzo Regazzo ed Ada nella prima assoluta di Outis di Luciano Berio con Dominique Visse, Alan Opie e gli Swingle Singers.
Nel 2002 è il protagonista maschile nell'opera La Memoria Perduta di Flavio Emilio Scogna su libretto di Gina Lagorio per il Teatro dell'Opera di Roma sotto la direzione dell'autore e la regia di Pier'Alli.
Nel 2003 canta nelle prime assolute di Il mistero del finto cantante e Che fine ha fatto la piccola Irene di Marco Betta diretto da Federico Longo con Ugo Dighero al Teatro dei Rozzi di Siena.
Fra le sue ultime interpretazioni operistiche si segnalano Les mamelles de Tirésias al Festival di Macerata e al Teatro Lirico di Cagliari, Il barbiere di Siviglia di Paisiello a Sassari, Nabucco al Teatro della Fortuna di Fano, L'enfant et les sortilèges al Teatro Piccinni di Bari, al Teatro Filarmonico di Verona e al Teatro Valli di Reggio Emilia, Il cappello di paglia di Firenze al Teatro Massimo di Palermo e al Teatro Regio di Torino, Requiem di Verdi con l'Orchestra Verdi di Milano (con la direzione di Riccardo Chailly), La Vedova allegra al Teatro Filarmonico di Verona e L'Heure espagnole al Teatre Principal de Palma de Mallorca.
Dal 2008 ha assunto la carica di Direttore Artistico di OperaFestival, un progetto culturale teso a far risuonare la grande musica nei luoghi più suggestivi di Firenze e della Toscana. 
OperaFestival è soprattutto un festival di produzione, dal 2004 anima l'estate fiorentina, che si svolge in numerose città della Regione Toscana: Firenze, Pistoia, Fiesole, Pietrasanta, Barberino di Mugello, Chiusdino (Siena), Montevarchi. Durante la sua direzione artistica ha promosso la collaborazione con importanti e prestigiose realtà musicali come l'Orchestra del Maggio Musicale Fiorentino, l'Orchestra regionale toscana e con il Tuscan Sun Festival, e con artisti dal respiro internazionale quali Roberto Bolle, Dīmītra Theodosiou, Angela Gheorghiu. 
Dal 2008 il Festival ha rappresentato nuove produzioni de Il barbiere di Siviglia, Aida, Die Zauberflöte, La traviata, La bohème, Gianni Schicchi, Carmina Burana e Messa da Requiem di Verdi, Don Giovanni e Boléro di Ravel.
Appassionato d'arte da sempre, dopo una lunga esperienza nel commercio antiquario, ha collaborato in qualità di esperto con alcune televisioni private, ideando e presentando programmi dedicati all'arte.
Dal 2010 ricopre la carica di Direttore del Museo di Arte Sacra della città di Montevarchi.
Assieme a Pupo e a Emanuele Filiberto di Savoia, ha partecipato al Festival di Sanremo 2010 con la canzone Italia amore mio, classificandosi 2º posto.
Lo stesso anno ha presentato un album pop dal titolo Italia Amore Mio comprendente, fra gli altri, il brano presentato a Sanremo e la reinterpretazione della canzone Vita d'artista di Pupo.
La sua ricca discografia annovera titoli operistici quali La sonnambula (Nuova Era), Il signor Bruschino (Claves), Don Pasquale (Erato), La grande notte di Verona, La favorita e La cambiale di matrimonio (Ricordi), Linda di Chamounix (Europa Records), Falstaff con Georg Solti (Decca), Messa da requiem con John Eliot Gardiner (Philips).
Ha sostituito José Carreras, assente per ragioni di salute, nelle riprese del film La bohème diretto da Luigi Comencini. La voce che si sente è quindi di Carreras, mentre a Canonici è affidata soltanto la parte recitativa di Rodolfo.
Dall'ottobre 2010 conduce Valdarno amore mio,  un programma che ha lo scopo di far conoscere e rivalutare delle ricchezze del territorio, su Valdarno Channel, piccola emittente tv locale visibile nelle province di Arezzo e Firenze.
Nel 2012 ha interpretato il ruolo di Mr Grey nel film P.O.E. Poetry of Eerie diretto da artisti vari

## Incisioni operistiche
- Falstaff di Verdi diretto da Georg Solti
- Messa di requiem di Verdi diretto da John Eliot Gardiner
- La sonnambula di Bellini
- I Capuleti e i Montecchi di Bellini
- Il signor Bruschino di Rossini
- La cambiale di matrimonio di Rossini
- Don Pasquale di Donizetti
- L'esule di Roma di Donizetti
- La favorita di Donizetti
- Il furioso all'isola di San Domingo di Donizetti
- Linda di Chamounix di Donizetti
- Otto mesi in due ore di Donizetti
- L'Arlesiana di Cilea
- La rosa bianca e la rosa rossa di Mayr
- La vedova allegra di Lehar

## Album pop
- 2010 - Italia, amore mio